# أتسوشي شيروتا
أتسوشي شيروتا (باليابانية: 代田 敦資) (6 نوفمبر 1991 في ناغانو في اليابان – )؛ هو لاعب كرة قدم سابق كان يلعب كمدافع.

## وصلات خارجية
- أتسوشي شيروتا على موقع رابطة كرة القدم اليابانية للمحترفين (اليابانية)
- أتسوشي شيروتا على موقع قاعدة بيانات كرة القدم.إي يو (الإنجليزية)
- أتسوشي شيروتا على موقع Soccerway.com (الإنجليزية)
- أتسوشي شيروتا على موقع عالم كرة القدم.نت (الإنجليزية)